# Kościół Nowego Przymierza w Lublinie
Kościół Nowego Przymierza w Lublinie – ewangelikalna wspólnota chrześcijańska utworzona w Lublinie na podstawie wpisu do rejestru kościołów i związków wyznaniowych Ministerstwa Administracji i Cyfryzacji w dziale A, pod nr 132. Nieordynowanym pastorem Kościoła jest Paweł Chojecki, który był również jednym ze współtwórców Wspólnoty Chrześcijańskiej „Pojednanie” w 1989.

## Historia

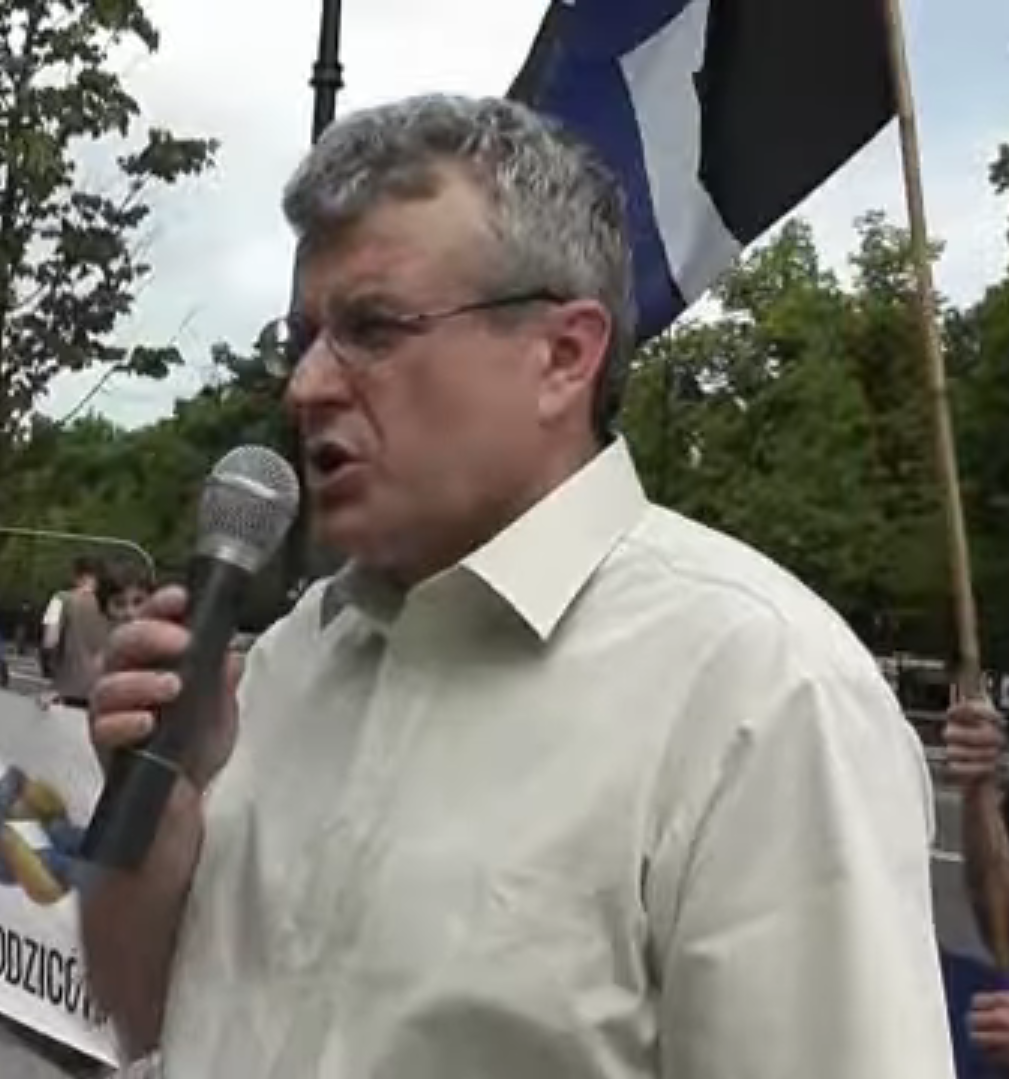
Paweł Chojecki, nieordynowany pastor i zwierzchnik Kościoła; tu na pikiecie Unii Polityki Realnej pod Kancelarią Premiera (1 czerwca 2011)

W 1989 roku wyłoniła się w Lublinie z katolickiego Ruchu Światło-Życie, Wspólnota „Pojednanie”. W 1996 roku powstał KNP w wyniku rozłamu w „Pojednaniu”. Zarejestrowany został w 1997 roku. Jednym ze współzałożycieli KNP był Jacek Bury .
Kościół posiada 17 grup biblijnych kolejno w: Gdańsku, Warszawie, Łodzi, na Śląsku, Wrocławiu, Krakowie, Krośnie, Białymstoku, Kielcach, Głogowie, Koszalinie, Słubicach, Toruniu, w Holandii, Leeds, Linzu oraz Chicago.

## Doktryna
Wybrane nauki Kościoła Nowego Przymierza:
- Jest Jeden Bóg, który objawił się światu w Trzech Osobach jako: Bóg Ojciec, Bóg Syn, Bóg Duch Święty.
- Aby uniknąć piekła należy podjąć decyzję uwierzenia w Jezusa.
- Chrzest przez zanurzenie jest znakiem tego, co dokonało się w człowieku w chwili nowego narodzenia.
- W czasach ostatecznych ma nastąpić porwanie wierzących.
- Zadaniem kościoła jest głosić Dobrą Nowinę o darmowym zbawieniu, przestrzegając jednocześnie przed nadchodzącym Sądem Bożym.

Zbigniew Pasek ocenił, że zarówno pod względem doktrynalnym, jak i pobożnościowym KNP mieści się w nurcie baptystycznym. Kościół uznaje katolicyzm, świadków Jehowy oraz mormonów za tzw. „religie postchrześcijańskie”, których nie można uznać za chrześcijańskie według kryteriów biblijnych. Kościół krytycznie ocenia ruch zielonoświątkowy oraz polskie środowisko ewangelikalne. Jest najbardziej antykatolickim ugrupowaniem ewangelikalnym, jest przeciwny wszelkim akcjom ekumenicznym. Nawet Alians Ewangeliczny w RP traktowany jest krytycznie. KNP utrzymuje, że Kościoły ewangelikalne zostały zdominowane przez ekumenistów i nakłania do ich opuszczania.
Kościół sprzeciwiał się członkostwu Polski w Unii Europejskiej, opowiada się za wprowadzeniem kary śmierci, promuje wolny rynek .

## Działalność

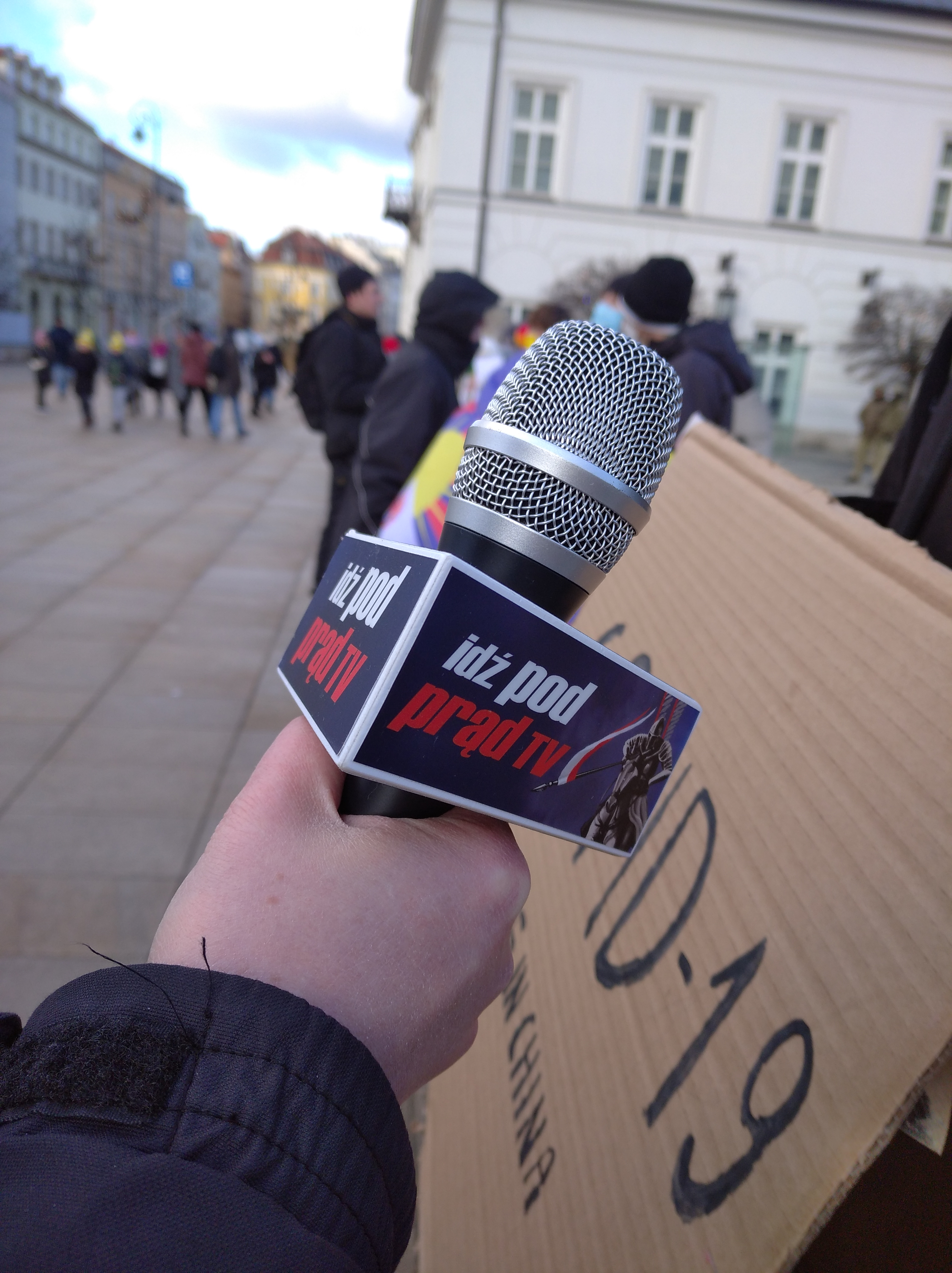
Mikrofon z logiem kanału "Idź Pod Prąd".

Kościół angażuje się w działalność polityczną. W 2003 roku opowiedział się przeciw akcesji Polski do Unii Europejskiej. W tym też roku rozpoczęto wydawanie czasopisma o tematyce społeczno-politycznej Idź Pod Prąd. Kościół prowadził też kanał na portalu YouTube o tej samej nazwie co czasopismo. W październiku 2017 roku przekroczył on 48 tys. subskrybentów.
Członkowie, poza ewangelizacją, regularnie komentują sytuację społeczno-polityczną w Polsce i na świecie. Wśród prezentowanych opinii widoczna jest m.in. krytyka Platformy Obywatelskiej , Ruchu Narodowego, działalności Grzegorza Brauna czy Janusza Korwin-Mikke. Kościół jest również sceptycznie nastawiona do rządów Prawa i Sprawiedliwości, krytykuje współpracę Polski z Chinami  oraz Rosją. Postuluje bliskie zbliżenie polityczne z Izraelem i Stanami Zjednoczonymi. Odrzuca pacyfizm chrześcijański i opowiada się za swobodnym dostępem do broni palnej, co przejawia się w prowadzonej przez jego członków akcji „Jestem Chrześcijaninem”.

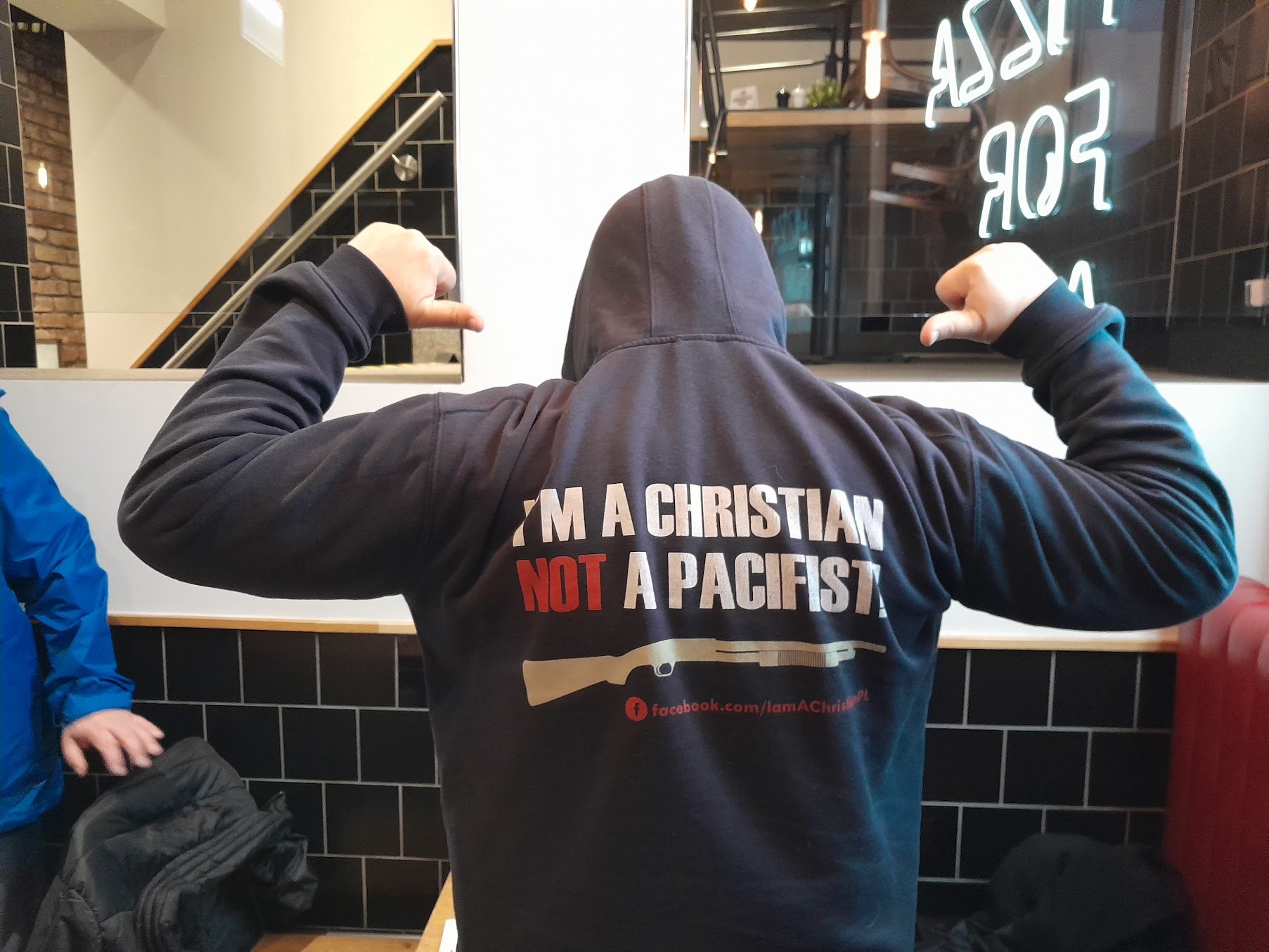
Koszulka I'm a Christian, jedna z inicjatyw KNP.

Kościół wspierał Mariana Kowalskiego, byłego kandydata na urząd Prezydenta RP, który razem z pastorem Pawłem Chojeckim zaangażował się w akcję propagującą kreacjonizm młodej Ziemi „Nie pochodzę od małpy”. Stanęli oni również, razem z działaczem społecznym Andrzejem Turczynem (prezesem Ruchu Obywatelskiego Miłośników Broni, także byłym działaczem UPR), na czele utworzonej 11 listopada 2017 w Lublinie partii Ruch 11 Listopada . 
KNP dysponuje kilkoma budynkami, w Siennej, Gmina Gródek nad Dunajcem oraz w miejscowości Panieńszczyzna, Gmina Jastków - kompleks budynków zakupiono w listopadzie 2019 roku, gdzie od marca 2020 roku mieści się główna siedziba KNP. 
Kościół jest przeciwny mianowaniu kobiet na pastorów, ale dopuszcza kobiety do diakonatu. 
W 2014 roku z okazji Festiwalu Nadziei, na który przybył Franklin Graham, zwierzchnik KNP – Paweł Chojecki, skrytykował przedsięwzięcie, zarzucił protestantom sprzeniewierzenie się Chrystusowi. Skrytykował również tzw. Marsz dla Jezusa.
W 2022 roku po agresji Rosji na Ukrainę, kościół aktywnie zaangażował się w pomoc ludności ukraińskiej. Razem z ukraińskimi i amerykańskimi pastorami przewieziono 62 dzieci i ich opiekunek z sierocińca z Mariupola do uprzednio przygotowanego ośrodka w Kazimierzu Dolnym. Sprawą zainteresowała się policja jak i prokuratura z uwagi na możliwość usiłowania popełnienia przestępstwa nielegalnej adopcji do USA i handlu ludźmi. Sąd Rejonowy w Puławach zakazał wyjazdu dzieci do USA.
W czerwcu 2022 KNP nawiązał kontakt z dr Ihorem Jaremczukiem, prezesem Biblijnego Seminarium w Irpieniu.
Kościół jest bardziej zauważalny, niż wskazywałaby na to jego liczebność.

## Kontrowersje i krytyka
KNP bywa określany jako sekta , ze względu na izolację członków od osób spoza grupy, małą jawność wewnętrznej hierarchii, finansów czy samych celów działania , jak również agresywnej retoryki stosowanej w atakach na osoby poddające krytyce działalność kościoła .
Wyrokiem prawomocnym Sądu Rejonowego w Nowym Sączu KNP można nazwać sektą.